# 일차원적 인간

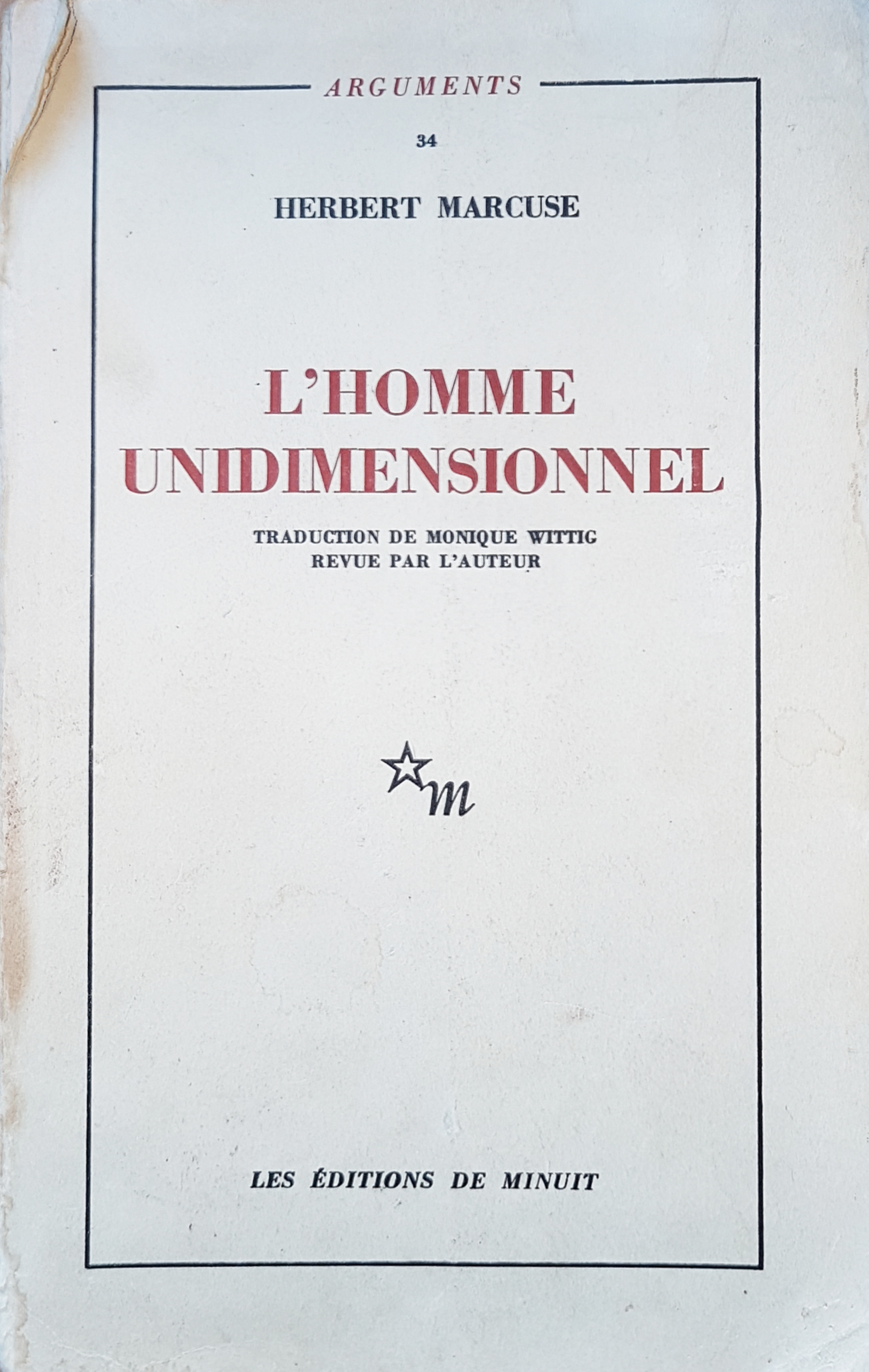

《일차원적 인간: 선진 산업 사회의 이데올로기 연구》는 헤르베르트 마르쿠제의 1964년 책으로, 저자는 동시대 자본주의와 소비에트 연방의 공산주의 사회에 대한 광범위한 비판을 제시한다. 이 두 사회에서 새로운 형태의 사회적 억압과 서구의 혁명적 잠재력의 쇠퇴를 본다. 그는 "선진 산업 사회"가 매스 미디어, 광고, 산업 관리 및 현대적 사고 방식을 통해 개인을 기존의 생산 및 소비 시스템에 통합하는 잘못된 요구를 만들어 냈다고 주장한다.
이것은 비판적 사고와 반대 행동에 대한 의지와 능력이 시드는 사고와 행동의 "일차원적" 우주를 초래한다. 이러한 만연한 분위기에 맞서, 마르쿠제는 모든 것을 포괄하는 통제 방법에 대한 유일한 적절한 반대로서 "큰 거부"(책에서 자세히 설명됨)를 장려한다. 이 책의 대부분은 만연한 실증주의에 대항하는 파괴적인 힘으로서 "부정적 사고"를 옹호하는 내용이다.
마르쿠제는 또한 산업 노동계급의 자본주의 사회로의 통합과 새로운 형태의 자본주의 안정화를 분석하여 혁명적 프롤레타리아트와 자본주의 위기 의 불가피성에 대한 마르크스의 가정에 의문을 제기한다. 정통 마르크스주의와 대조적으로 , 마르쿠제는 소수자, 외부인, 급진적 지식인의 통합되지 않은 세력을 옹호하며 급진적 사고와 반대를 조장함으로써 반대적 사고와 행동을 키우려고 시도한다. 그는 마르크스주의 국가로 추정되는 국가의 관료주의 경향을 자본주의 서구의 경향과 마찬가지로 자유에 반대한다고 생각한다.

## 내용
마르쿠제는 소비주의와 현대의 "산업 사회"를 강력하게 비판하며, 이를 사회 통제의 한 형태라고 주장한다. 마르쿠제는 우리가 살고 있는 시스템이 민주적이라고 생각할 수 있지만 실제로는 전체주의적이라고 주장한다. 계산적인 기술적 합리성의 형태는 문화와 공적 생활의 모든 측면에 강요되어 헤게모니가 되었다. 현대 산업사회의 헤게모니적 이데올로기와 동일시하는 이 이데올로기는 일종의 '허위의식'이 아니라 현실화에 성공한 것이다.
현대 산업 사회는 전례없는 "풍족한 사회"를 만들었다. 그러나 이 사회는 편안함을 더하면서 시스템의 착취적 성격을 위장하고 결과적으로 지배와 통제 수단을 강화했다. 따라서 현대의 "풍족한 사회"는 자본주의에 반대하는 정치 혁명의 기회를 제한한다.
현대 소비자 사회에서 마르쿠제는 소수의 개인이 행복을 살 기회를 제공함으로써 자유에 대한 우리의 인식을 지시할 수 있다고 주장한다. 이러한 "자유가 없는" 상태에서 소비자는 실제 기본 욕구를 충족시키기 위해 필요한 것보다 더 많이 일하고, 심리적으로 파괴적인 영향을 무시하고, 그것이 야기하는 낭비와 환경적 피해를 무시하고, 물질적 아이템을 통한 사회적 연결을 위해 끊임없이 분투한다.
새 제품을 만들고 오래된 제품을 폐기해야 한다는 점에서, 경제에 활력을 불어넣고 더 많이 구매하기 위해 더 많이 일해야 한다는 점에서 이런 사회야말로 비합리적이다. 개인은 인간성을 잃고 산업기계의 도구가 되고 소비자로서 시장이라는 기계의 톱니바퀴가 된다. 또한 광고는 사회적 태도를 붕괴시키는 소비주의를 유지하며 대량으로 전달되고 대중에게 행복을 살 수 있음을 알리고 심리적으로 해악을 끼치는 아이디어이다.
소비자 라이프스타일에 대응할 수 있는 대안이 있다. 반소비주의는 불필요한 소비는 물론 불필요한 노동, 낭비 등을 강등시키는 생활양식이다. 그러나 이 대안조차도 광고와 상품화의 극단적인 상호 침투로 인해 복잡해진다. 왜냐하면 실제 필요로 하는 것까지 포함하여 모든 것이 상품이기 때문이다.

## 같이 보기
- 소수 권리
- 비판 이론
- 자본주의에 대한 비판

## 참고 문헌
1. 1 2 3  Kellner, Douglas (1991). 〈Introduction to the Second Edition〉. 《Herbert Marcuse, One-dimensional Man: Studies in Ideology of Advanced Industrial Society》. London: Routledge. xi쪽. ISBN 978-0-415-07429-2.
2. ↑  Marcuse, Herbert (1991). 〈Introduction to the Second Edition〉. 《One-dimensional Man: studies in ideology of advanced industrial society》. London: Routledge. 3쪽. ISBN 978-0-415-07429-2.
3. ↑  Marcuse, Herbert (1991). 〈Introduction to the Second Edition〉. 《One-dimensional Man: studies in ideology of advanced industrial society》. London: Routledge. 1, 7쪽. ISBN 978-0-415-07429-2.
4. ↑  Marcuse, Herbert (1991). 〈Chapter 1〉. 《One-dimensional Man: studies in ideology of advanced industrial society》. London: Routledge. ISBN 978-0-415-07429-2.